# سف فرخوسن
سف فرخوسن (هلندی: Sef Vergoossen؛ زادهٔ ۵ اوت ۱۹۴۷) مربی فوتبال اهل هلند است. وی سابقه مربی‌گری در تیم‌هایی همچون خنک و پی‌اس‌وی آیندهوون را در کارنامه دارد.